# کارخانه پشم‌باف
کارخانه پشم باف مربوط به دوره پهلوی اول است و در اصفهان، ابتدای خیابان چهارباغ خواجو، فلکه خواجو واقع شده و این اثر در تاریخ ۲۴ اسفند ۱۳۸۳ با شمارهٔ ثبت ۱۱۵۹۶ به‌عنوان یکی از آثار ملی ایران به ثبت رسیده است.
در اواخر سال ۱۳۱۴ش. شرکت سهامی ریسندگی و بافندگی اصفهان اولین مجمع خود را به منظور تأسیس کارخانۀ پشمباف در منزل سید احمد روغنی برگزار کرد، در این مجمع حسین صحت به عنوان رئیس هیات مدیره انتخاب شد. و نهایتاً این کارخانه در سال ۱۳۱۹ش به بهره‌برداری رسید، تنها تولید این کارخانه پارچه‌های پشمی بود.
این مکان در حال حاضر به عنوان صدا و سیمای مرکز اصفهان در حال استفاده است.

## نابع
1. ↑  «دانشنامهٔ تاریخ معماری و شهرسازی ایران‌شهر». وزارت راه و شهرسازی. بایگانی‌شده از روی نسخه اصلی در ۶ اکتبر ۲۰۱۹. دریافت‌شده در ۱۰ اکتبر ۲۰۱۹.
2. ↑  «داستان ورود صنعت نساجی به اصفهان». روزنامه دنیای اقتصاد. دریافت‌شده در ۲۰۲۲-۰۸-۲۱.